# 1044年
| 千纪： | 2千纪 |
| 世纪： | 10世纪 \| 11世纪 \| 12世纪 |
| 年代： | 1010年代 \| 1020年代 \| 1030年代 \| 1040年代 \| 1050年代 \| 1060年代 \| 1070年代                                                     |
| 年份： | 1039年 \| 1040年 \| 1041年 \| 1042年 \| 1043年 \| 1044年 \| 1045年 \| 1046年 \| 1047年 \| 1048年 \| 1049年                           |
| 纪年： | 甲申年（猴年）；契丹重熙十三年；北宋慶曆四年；西夏天授禮法延祚七年；大理聖明三年；越南明道三年，天感聖武元年；日本長久五年，寬德元年 |

## 大事记
- 中国
  - 宋夏庆历议和，停止战争
  - 第一次遼夏戰爭以夏勝遼敗而結束。
  - 畢昇發明活字版印刷術。
  - 區希范反宋。
- 緬甸
  - 蒲甘王朝前任國王宮錯姜漂之子蘇敏在決鬥中擊殺篡位的叟格德，即位蒲甘王朝國王，改名阿努律陀。

## 逝世
- 趙元儼，宋真宗八皇子。
- 叟格德，蒲甘王朝前任國王宮錯姜漂養子，1038年至1044年在位。